# Bad Acid Trip
Bad Acid Trip ist eine US-amerikanische Thrash-Metal-/Grindcore-Band aus North Hollywood in Kalifornien.

## Bandgeschichte
Bad Acid Trip wurde 1990 in North Hollywood gegründet und entstammt ursprünglich der Powerviolence- und Grindcore-Szene, entfernte sich jedoch langsam von seinen dortigen Anfängen und übernahm immer mehr Einflüsse aus dem Thrash Metal. Nach vielen Demos, EPs und Splits kam die Band mit System of a Down in Kontakt. SOAD-Sänger Serj Tankian nahm die Band für sein Label Serjical Strike unter Vertrag und veröffentlichte bisher die Alben For the Weird by the Weird (1999), Lynch the Weirdo (2004) und  Humanly Possible (2011). SOAD-Gitarrist Daron Malakian produzierte die Alben Lynch the Weirdo und Humanly Possible. Im Jahr 2005 war die Band auf dem Album Enter the Chicken von Buckethead & Friends zu hören. 2006 nahm die Band am Ozzfest teil.

## Diskografie

### Alben
- 2002: For the Weird by the Weird (Serjical Strike)
- 2004: Lynch the Weirdo (Serjical Strike)
- 2011: Humanly Possible (Serjical Strike)

### EPs
- 1993: Split mit Agathocles (Agitate 96)
- 1995: Remember (Kill Music)
- 1995: Live from the Fudge (Kill Music)
- 1999: Split mit Kungfu Rick (Blatherskyte Noise, War on Wankers Records)
- 2000: Split mit Benümb (Agitate 96)
- 2002: Tango and Thrash (Split mit Municipal Waste, Amendment Records)
- 2009: Symbiotic Slavery (Serjical Strike)

### Demos
- 1989: 12 Pack and a Dime Demo
- 1993: 4-Ken Demo
- 1995: Bad Acid Trip Demo
- 1997: Live Songs for Repressed Apes
- 2006: 2 Song Demo